# A107 (Росія)
Автомобільна дорога федерального значення А107, Московське мале кільце (ММК) («Перша Бетонка», «Бетонка», «П'ятидесятикілометровка» — за приблизною відстанню від нульового кілометра в центрі Москви) — кільцеве шосе у Московській області, що проходить через міста: Ногінськ, Електросталь, Бронниці, територію Домодєдово, Селятин, Звенигород, Чорноголовка. Також частина дороги проходить по території Москви (Троїцький округ). Завдовжки 330 км. Нульовий кілометр знаходиться в м Бронниці. Уздовж шосе розташований ряд об'єктів оборонного призначення — так зване Золоте кільце ППО.
Кільце розмикається на ділянках між селами Великі Вяземи і Малі Вяземи (ділянка кільцевого руху проходить по Можайському шосе), Дурикіно і Радумля (по Ленінградському шосе), Єрмоліно і Морозки (по Дмитрівському шосе).
Дорога 2-ї категорії — з інтенсивністю руху 3000-7000 автомобілів на добу, основною розрахунковою швидкістю 120 км/год, вдосконаленим капітальним покриттям, числом смуг руху — дві.

## Маршрут
0 km — відгалуження на A 104, за 4 km північніше Ікші
26 km — Софрино
30 km — Перетин з M8
36 km — відгалуження (8 km) на Красноармійськ
58 km — перетин з A 103
75 km — Ногінськ, перетин зі старим маршрутом автостради M7
78 km — Перетин з M7 (об'їзд Ногінська)
84 km — Електросталь
91 km — Фрязево
103 km — Перетин з R 105
129 km — Міст через річку Москва
130 km — Бронниці, перетин з M5
162 km — перетин з M4
177 km — перетин з M2
180 km — перетин зі старим маршрутом автостради M2
191 km — перетин з автострадою Подольськ — Калуга
202 km — перетин з A130
222 km — перетин з M3
228 km — Калінінець
233 km — перетин з M 1
237 km — Голіцино та Великі Вяземи
252 km — Звенигород, міст через річку Москва
263 km — Шляхопровід над M9 (без з'їзду)
272 km — перетин зі старим маршрутом автостради M 9
295 km — перетин з M10
319 km — злиття з A104